# ロイコチトゾーン症
ロイコチトゾーン病（ろいこちとぞーんびょう、英:leucocytozoonosis）とは住血胞子虫ロイコチトゾーン（Leucocytozoon）の寄生を原因とする感染症。
日本では家畜伝染病予防法においてニワトリを対象に届出伝染病に指定されている。なお、日本獣医学会の提言で法令上の名称が「ロイコチトゾーン病」から「ロイコチトゾーン症」に変更された。

## 鶏ロイコチトゾーン症
養鶏業において重視される感染症である。病原体は鶏ロイコチトゾーン（Leucocytozoon caulleryi）で、日本からマレーシアにかけての東南アジアに分布している。日本では主にニワトリヌカカ（Culicoides arakawae）により媒介され、6月頃より発生し、7～9月にピークを迎え、10月頃に終息する。
ニワトリヌカカが吸血時に唾液とともにスポロゾイトを注入することにより感染が成立する。スポロゾイトは様々な臓器の血管内皮細胞に侵入してメガロシゾントに発育し、第1代メロゾイトを放出する。これが再び血管内皮細胞に侵入し第2代シゾントとなり、第2代メロゾイトを放出する。第2代メロゾイトは赤血球や白血球に侵入してガメトサイトとなり、これが吸血時にニワトリヌカカに移行して消化管内で有性生殖を行う。生じた接合子が分裂を繰り返してスポロゾイトとなり、これが唾液腺に集合し次の感染に備える。
鶏感染原虫数が多いほど症状は悪化し、喀血、貧血、鶏冠の蒼白、緑色便、発育遅延、産卵率低下などを示す。病理学的には全身諸臓器に点状出血が認められる。重症化すると死亡に至る場合もあり、特に雛に対しては高い致死性を示す。
寒天ゲル内沈降反応が特異性が高いため診断に使用される。血液塗抹標本のギムザ染色より赤血球内の第2代メロゾイトあるいは赤血球外のガメトサイトを検出することにより診断する。
予防は原虫対策としてアンブロリウム、エトパベート、スルファキノキサリン、ハロフジノンスルホン酸カルシウムなどの飼料添加、ニワトリヌカカ対策として鶏舎への侵入、吸血活動の防止を行う。日本では産卵中のニワトリへのサルファ薬使用は禁止されている。日本ではロイコチトゾーン・カウレリー第2代シゾント由来R7遺伝子の発現タンパク質を有効成分とする組換え型ワクチンが市販されている。